# Air chief marshal

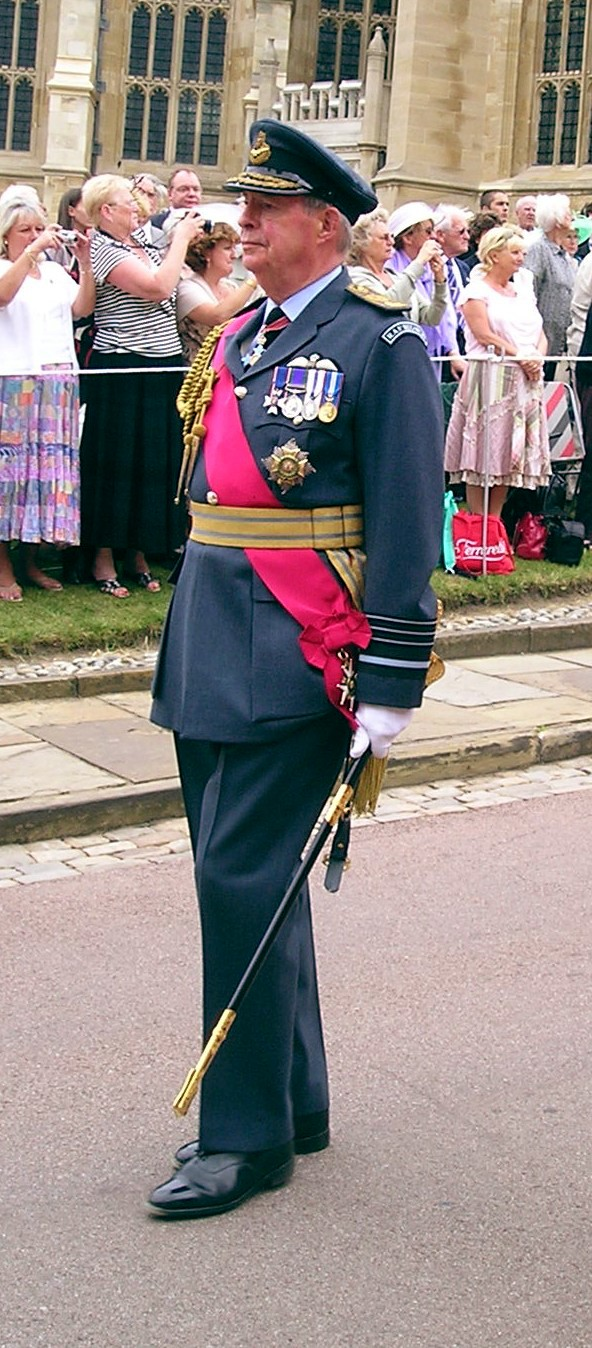
L’air chief marshal Sir en tenue d'uniforme RAF No 1.

Air chief marshal ou maréchal en chef de l'air (Air Chf Mshl ou ACM) est un grade d'officier général utilisé dans la Royal Air Force. Le grade est aussi en cours dans les forces aériennes des pays ayant une histoire commune avec le Royaume-Uni. Il équivaut aux grades d’admiral dans la Royal Navy et de général dans les autres branches armées : la British Army et les Royal Marines. Le grade précédent est celui d'air marshal tandis que le grade supérieur est celui de marshal of the Royal Air Force.
Les officiers ayant le grade d’air chief marshal occupent généralement de hautes fonctions dans l'armée ou dans les organes de commandement. Un air chief marshal est généralement appelé « air marshal ».